# Stripschapprijs

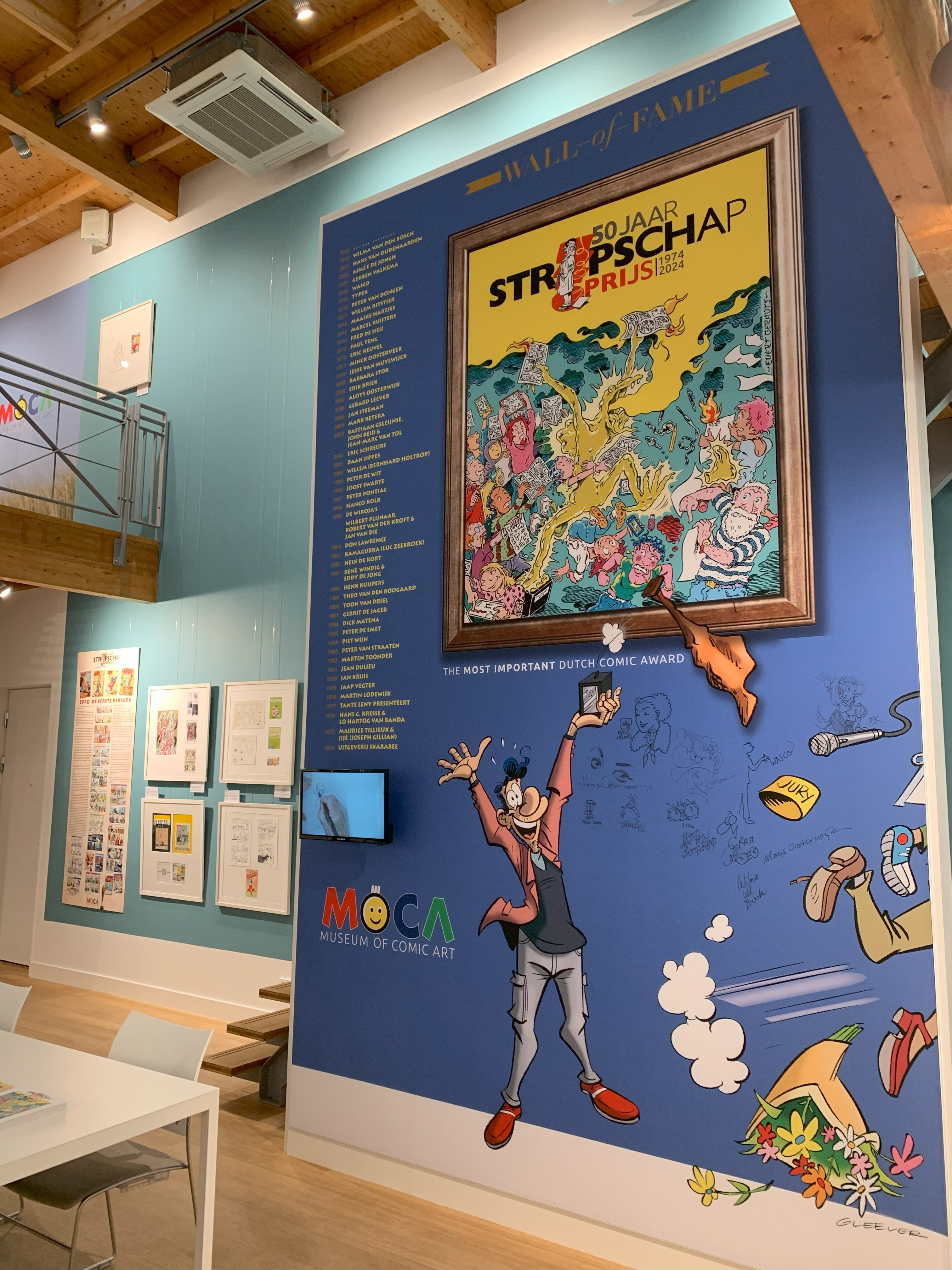
In 2024-2025 organiseerde het Museum of Comic Art de tentoonstelling '50 jaar Stripschapprijs'.

De Stripschapprijs is de enige oeuvreprijs die Nederland kent voor stripmakers. Hij wordt jaarlijks toegekend door Het Stripschap, een genootschap van stripliefhebbers. Aan de prijs is geen geldbedrag verbonden. De prijs bestaat uit een oorkonde en een plastiek.

## Plastiek
De plastiek van de prijs, naar ontwerp van Ton van Beest, werd van 1974 tot 2004 in brons gegoten door 't Medaillehuis Wijnands & Van Rensen in Amsterdam, waar ook ruim twintig jaar de Stripschappenningen gemaakt werden. Per 1 januari 2005 nam Zilverfabriek W. van Veluw BV in Zeist de verantwoordelijkheid over. De prijs van 2005 goten zij nog onder supervisie van Hennie Groot van 't Medaillehuis. De Bulletje en Boonestaak Schaal kwam in het begin van een bedrijf bij Tiel, maar minstens sinds 2005 van CTS Promo in Zwanenburg.

## Uitreiking
De prijs werd uitgereikt op het stripfestival De Stripdagen dat in het najaar plaatsvindt. Sinds 2021 vindt de uitreiking plaats in het Forum in Groningen.

## Winnaars
Bij sommige winnaars staat de naam van hun bekendste strip(s) vermeld; merk echter op dat de prijs een oeuvreprijs is, en dus niet aan een specifieke serie gebonden.
| Jaar | Winnaars                                                                         |
| ---- | -------------------------------------------------------------------------------- |
| 2025 | Michiel van de Pol                                                               |
| 2024 | Wilma van den Bosch                                                              |
| 2023 | Hans van Oudenaarden                                                             |
| 2022 | Aimée de Jongh                                                                   |
| 2021 | Gerben Valkema                                                                   |
| 2020 | Wasco, pseudoniem van Henk van der Spoel                                         |
| 2019 | Typex, pseudoniem van Raymond Koot                                               |
| 2018 | Peter van Dongen                                                                 |
| 2017 | Willem Ritstier                                                                  |
| 2016 | Maaike Hartjes                                                                   |
| 2015 | Marcel Ruijters                                                                  |
| 2014 | Fred de Heij                                                                     |
| 2013 | Paul Teng (stripreeks Delgadito, Libertair intermezzo en De telescoop)           |
| 2012 | Eric Heuvel (January Jones, Bud Broadway en Geheim van de tijd)                  |
| 2011 | Minck Oosterveer (Jack Pott, Nicky Saxx en Ronson inc.)                          |
| 2010 | Jesse van Muylwijck (De Rechter)                                                 |
| 2009 | Barbara Stok (Barbaraal)                                                         |
| 2008 | Erik Kriek (Gutsman)                                                             |
| 2007 | Aloys Oosterwijk. (Willems wereld)                                               |
| 2006 | Gerard Leever, pseudoniem: Gleever. (Oktoknopie, Suus & Sas)                     |
| 2005 | Jan Steeman (Roel Dijkstra, Noortje)                                             |
| 2004 | Mark Retera (Dirkjan)                                                            |
| 2003 | John Reid, Bastiaan Geleijnse en Jean-Marc van Tol (Fokke & Sukke)               |
| 2002 | Eric Schreurs (Joop Klepzeiker)                                                  |
| 2001 | Daan Jippes (Donald Duck, Twee voor thee)                                        |
| 2000 | Willem (Lust en strijd, Per abuis, Storm over Batavia)                           |
| 1999 | Peter de Wit (Gilles de Geus, Sigmund)                                           |
| 1998 | Joost Swarte (Jopo de Pojo, Katoen + Pinbal)                                     |
| 1997 | Peter Pontiac (Kraut, Requiem Fortissimo, Pontiac Review)                        |
| 1996 | Hanco Kolk (Gilles de Geus, Meccano, S1ngle)                                     |
| 1995 | Wilbert Plijnaar, Jan van Die en Robert van der Kroft (Sjors en Sjimmie, Claire) |
| 1994 | Don Lawrence (Storm, Trigië)                                                     |
| 1993 | Kamagurka (Bert en Bobje, Cowboy Henk)                                           |
| 1992 | Hein de Kort (Dirk & Desiree, Pardon Lul, Eikels)                                |
| 1991 | René Windig en Eddie de Jong (Heinz)                                             |
| 1990 | Henk Kuijpers (Franka)                                                           |
| 1989 | Theo van den Boogaard (Sjef van Oekel)                                           |
| 1988 | Toon van Driel (F.C. Knudde, Stamgasten)                                         |
| 1987 | Gerrit de Jager (De familie Doorzon)                                             |
| 1986 | Dick Matena (Mythen, De Prediker, De Argonautjes, Lazarus Stone)                 |
| 1985 | Peter de Smet (De Generaal, Joris P.K., Viva Zapapa, Lodewijk)                   |
| 1984 | Piet Wijn (Aram van de eilanden, Douwe Dabbert)                                  |
| 1983 | Peter van Straaten (Vader & Zoon)                                                |
| 1982 | Marten Toonder (Tom Poes)                                                        |
| 1981 | Jean Dulieu (Paulus de Boskabouter)                                              |
| 1980 | Jan Kruis (Jan, Jans en de Kinderen)                                             |
| 1979 | Jaap Vegter                                                                      |
| 1978 | Martin Lodewijk (Agent 327)                                                      |
| 1977 | Leny Zwalve en Evert Geradts (Jan Zeiloor, blad Tante Leny presenteert!)         |
| 1976 | Maurice Tillieux (Guus Slim) en Jijé (Jerry Spring)                              |
| 1975 | Hans G. Kresse (Eric de Noorman) en Lo Hartog van Banda                          |
| 1974 | Uitgeverij Skarabee                                                              |